# Villeneuve-de-Marsan

Villeneuve-de-Marsan este o comună în departamentul Landes din sud-vestul Franței. În 2009 avea o populație de 2.369 de locuitori.

## Evoluția populației
| An        | 1975  | 1982  | 1990  | 1999  | 2006  | 2009  |
| --------- | ----- | ----- | ----- | ----- | ----- | ----- |
| Populație | 2.122 | 2.035 | 2.107 | 2.112 | 2.306 | 2.369 |